# Бувье, Стефани
Стефани́ Бувье́ (фр. Stephanie Bouvier: род. 15 ноября 1981, в Дижоне, департамент Кот-д’Ор) — французская спортсменка, выступавшая на зимних Олимпийских играх 2002, 2006, 2010 годах. Чемпионка Европы 2007 года, многократная призёр чемпионатов Европы. Чемпионка Франции с 1992 года, чемпионка Франции в многоборье 2006/2007/2008 годах.

## Спортивная карьера
Стефани Бувье попала в национальную сборную в 1995 году и дебютировала на первом международном турнире в 1998 году на чемпионате Европы в Будапеште, где она заняла 5-е место на дистанции 1500 метров и 7-е место в общем зачёте, что для новичка было очень успешным стартом. Однако во время своего первого участия в чемпионате мира в том же году она сразу же выбыла на предварительных этапах. В сезоне 1998/99 годов она стартовала на Кубке мира, и в ноябре на этапе в Венгрии заняла 7-е место.
В январе 1999 года приняла участие в юниорском чемпионате мира, где заняла 17-е место в многоборье, а следом поднялась на 17-е место в общем зачёте на чемпионате Европы в Оберстдорфе. Через год на очередном мировом молодёжном первенстве Бувье стала 16-й, а на чемпионате Европы в Бормио заняла 9-е место. В марте на чемпионате мира в Шеффилде смогла дойти на всех дистанциях до четвертьфинала и в итоге заняла 13-е место в общем зачёте многоборья.
В 2001 году Бувье совершила прорыв и выиграла бронзовую медаль в многоборье на чемпионате Европы в Гааге, при этом выиграв только бронзу в беге на 500 м и заняв 4-е и 5-е места соответственно на дистанциях 1500 и 1000 м. В январе 2002 года после чемпионата Европы в Гренобле, где заняла только 9-е место она выступила на 
зимних Олимпийских играх в Солт-Лейк-Сити и заняла там 11-е место на дистанции 1500 м, 12-е на 1000 м и 18-е на 500 м.
В том же году на чемпионате мира в Монреале Стефани смогла занять высокое 6-е место в беге на 500 м и заняла в общем зачёте 10-е место. В сезоне Кубка мира 2002/03 Бувье финишировала в нескольких гонках Кубка мира в финале, её лучшим результатом было даже 3-е место на своей дистанции 1500 м. В целом, в том сезоне она стала 7-й в общем зачете Кубка мира и достигла того же результата в Кубке мира в дисциплине 500 м.
В январе 2003 года на чемпионате Европы в Санкт-Петербурге Бувье впервые поднялась на 2-е место в общем зачёте, когда выиграла серебряную медаль на дистанции 1500 м и бронзовую на 500 м, а также стала второй в суперфинале на 3000 м. В марте на чемпионате мира в Варшаве она вышла в финал на дистанции 500 м, но остановилась на 4-м месте. В сезоне 2003/04 годов Бувье получила травму бедра во время тренировки и пропустила почти весь сезон.
К сезону 2004/05 годов она успела восстановиться и даже выиграла серебряную медаль в эстафете со своими подругами на чемпионате Европы в Турине, а в общем зачёте заняла 4-е место. В марте на чемпионате мира в Пекине помогла команде выиграть бронзовую медаль в эстафете. На очередном чемпионате Европы в Крынице-Здруй в 2006 году она выиграла серебро в эстафете и в беге на 1000 м и вновь стала 4-й в многоборье.
На своих вторых зимних Олимпийских играх в Турине Бувье финишировала только 20-й на дистанции 1000 м и 5-й в эстафете, а на 500 и 1500 м была дисквалифицирована. С двумя неожиданными победами на Кубке мира в Херенвене в сезоне 2006-07, в которых лучшие спортсмены мира не стартовали, Бувье вернулась на международную вершину, кроме того, она выиграла  впервые золотую медаль в беге на 1500 м и заняла 2-е место в многоборье на чемпионате Европы в Шеффилде, уступив только болгарке Евгении Радановой.
В сезоне 2007/08 Бувье получила очередную травму и пропустила несколько этапов кубка мира и чемпионат Европы, а на чемпионате мира в Канныне заняла 6-е место в беге на 1000 м и 8-е в общем зачёте. Через год на чемпионате Европы в Турине она выиграла серебряные медали на дистанциях 1000 и 1500 м и заняла 3-е место в многоборье. Начало сезона 2009/10 пропустила из-за травмы, у неё был тендинит надколенника правого колена.
В 2010 году на зимних Олимпийских играх в Ванкувере она финишировала на 18-м месте в беге на 500 м, стала 24-й на 1500 м и 13-й на 1000 м. В марте на чемпионате мира в Софии заняла 6-е место на дистанции 1000 м и 13-е в личном многоборье. После чего она завершила карьеру.

## Личная жизнь и работа
Стефани Бувье окончила частную среднюю школу Les Arcades в Дижоне в степени бакалавр технических и высших наук, где и работала в 2004 году исполнительным помощником. В 2006 году получила Государственный сертификат педагога по физкультуре (ШОРТ-ТРЕК), а с 2010 по 2012 года была помощником руководителя спортивной школы-интерната высокого уровня (ASAJS). Сотрудник по корпоративным отношениям с 2013 по 2021 год и с июля 2021 по настоящее время работает помощником руководителя проекта и поддержка им по управлению экономикой контрактов в компании BPI group. С апреля 2020 по июнь 2022 года состояла в должности вице-президента Французской федерации ледового спорта.